# Wolfgang von Chamier-Glisczinski
Wolfgang von Chamier-Glisczinski (* 16. April 1894 in Hagen; † 12. August 1943 bei Sisak, Kroatien) war ein deutscher Generalleutnant im Zweiten Weltkrieg.

## Leben
Glisczynski entstammte dem pommerellischen Adelsgeschlechts derer von Chamier-Glisczinski. Die evangelischen Vorfahren waren kleinere Grundbesitzer auf dem adeligen Anteil des Gutes Groß Gustkow, bis 1822, und dann aktive Offiziere. Der Großvater Friedrich Wilhelm von Chamier-Glisczinski (* 1825 in Bütow; † 1864 in Wester-Satrup) wurde Hauptmann und Kompaniechef, die Großmutter war Uttolina Jägering und stammte aus den Niederlanden. Die Eltern waren der Hauptmann Hans von Chamier-Glisczinski (* 1861 in Münster; † 1908 in Godesberg) und Adele Dübbers aus Mettmann. Wolfgang von Chamier-Glisczinski hatte drei ältere Brüder. Hans starb bereits 1911 als kgl. preuß. Leutnant a. D. Bruder Friedrich begann eine diplomatische Ausbildung, war später an der deutschen Gesandtschaft in Bern tätig, und Bruder Utto, der als Kaufmann in den USA agierte.
Mit 19 Jahren trat er als Fähnrich in die Preußische Armee ein, wurde am 19. April 1914 zum Leutnant befördert und diente während des Ersten Weltkriegs zunächst als Kompanieoffizier und -chef im 4. Unter-Elsässischen Infanterie-Regiment Nr. 143. Am 13. Oktober 1915 ließ er sich zur Fliegertruppe versetzen und absolvierte bis 12. Dezember 1915 eine Flugzeugbeobachterausbildung. Er kam dann zur Flieger-Abteilung 12, später zur Flieger-Abteilung 23. Dort geriet er am 31. März 1918 in französische Kriegsgefangenschaft, aus der er im Februar 1920 entlassen wurde. Für sein Wirken während des Krieges erhielt er beide Klassen des Eisernen Kreuzes, das Hanseatenkreuz Hamburg, das Lippische Kriegsverdienstkreuz sowie das Verwundetenabzeichen in Silber.
Nach seiner Entlassung stellte man ihn zunächst zur Verfügung, übernahm ihn in die Reichswehr und teilte ihn dem 16. Infanterie-Regiment zu. Vom 1. Januar 1922 bis 30. September 1927 diente Chamier-Glisczinski im 2. (Preußisches) Infanterie-Regiment, wo er am 1. Februar 1924 zum Oberleutnant befördert wurde. Anschließend absolvierte er die Führergehilfenausbildung beim Wehrkreiskommando III. Zeitgleich mit der Beförderung zum Hauptmann folgte seine Versetzung zum Stab der 3. Division nach Berlin. Von dort war er vom 1. Oktober 1930 bis 31. März 1933 im Stab des 16. Reiter-Regiments in Kassel tätig und diente anschließend bis 31. Mai 1934 als Kompaniechef im 15. Infanterie-Regiment.
Am 1. Juni 1934 wechselte er in die Luftwaffe, wurde Staffelkapitän in Gotha und am 1. Oktober 1934 Major. Am 1. April 1935 wurde er Gruppen-Kommandeur und Flughafen-Kommandant von Cottbus. Am 31. Januar 1936 wurde er Kommandeur der Flieger-Schule Berlin. Am 1. April 1939 wurde er als Oberst zum Kommodore des Kampfgeschwaders 3 ernannt.
Diese Kommando behielt Chamier-Glisczinski auch nach dem Beginn des Zweiten Weltkriegs bei. Am 6. Oktober 1940 wurde ihm das Ritterkreuz des Eisernen Kreuzes verliehen. Im Jahre 1941 führte er das Kampfgeschwader 3 im Deutsch-Sowjetischen Krieg, u. a. bei den Luftangriffen auf Moskau. Am 1. November 1941 zum Generalmajor befördert, wurde Chamier Glisczynski am 1. Dezember 1941 Kommandeur der Großen Kampffliegerschule in Tutow. Am 1. April 1943 wurde er zum Fliegerführer Südost-Kroatien ernannt.
Am 12. August 1943 kam Chamier-Glisczinski bei einem Flugzeugabsturz bei Sisak in der Nähe von Zagreb ums Leben. Postum wurde er zum Generalleutnant befördert.

## Familie
Wolfgang von Chamier-Glisczinski heiratete 1922 in Osnabrück Marie Louise Berger. Ihre Kinder Utto und Marie-Luise sind beide in den 1920er Jahren auf der Feste Boyen bei Lötzen in Ostpreußen geboren. In den 1930er Jahren lebte die Familie in Berlin-Halensee.